# Osaka nyeregvasút
A Oszaka nyeregvasút (Osaka Monorail (大阪モノレール; Hepburn: Ōsaka Monorēru)) városi függővasúthálózat Oszaka városában, Japánban. A hálózat 28 km hosszú, kétvágányú, két vonalból áll, melyen 18 állomás található. Ma ez a második leghosszabb nyeregvasút hálózat a világon. A vonalat az Osaka Monorail Co., Ltd. (大阪モノレール株式会社; Hepburn: Ōsaka Monorēru kabushiki gaisha) üzemelteti.

## Vonalak
|            |                    |             |                  |                     |         |           |
| Név        | végállomás         | végállomás  | Megnyitás        | Elkészült           | Hossz   | Állomások |
| Main Line  | Osaka Airport      | Kadoma-shi  | 1990. június 1.  | 1997. augusztus 22. | 21,2 km | 14        |
| Saito Line | Bampaku-kinen-kōen | Saito-nishi | 1998. október 1. | 2007. március 19.   | 6,8 km  | 5         |
| Total      | Total              | Total       | Total            | Total               | 28,0    | 18        |

## Járművek

### Jelenlegi

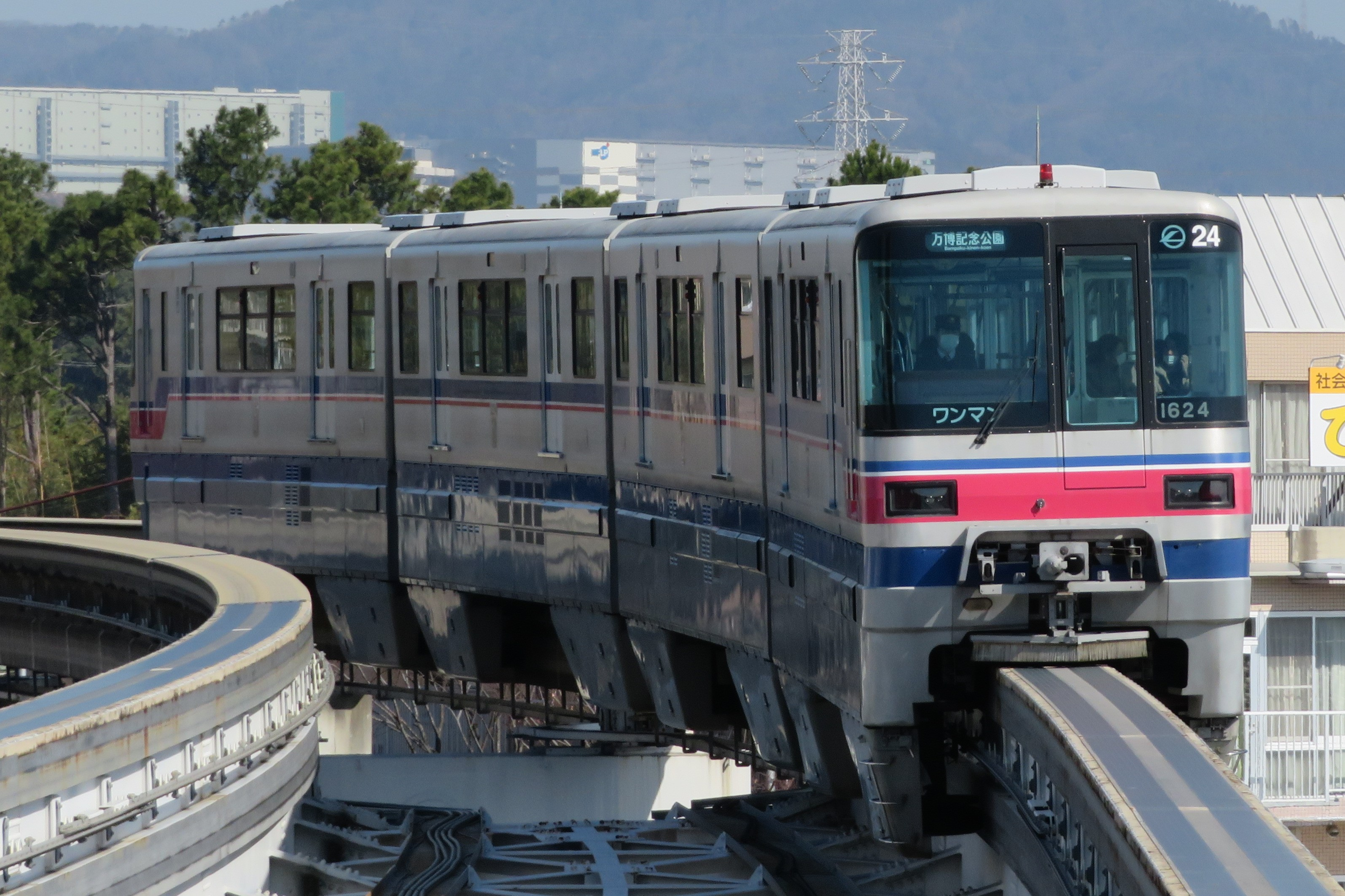
1000 sorozat
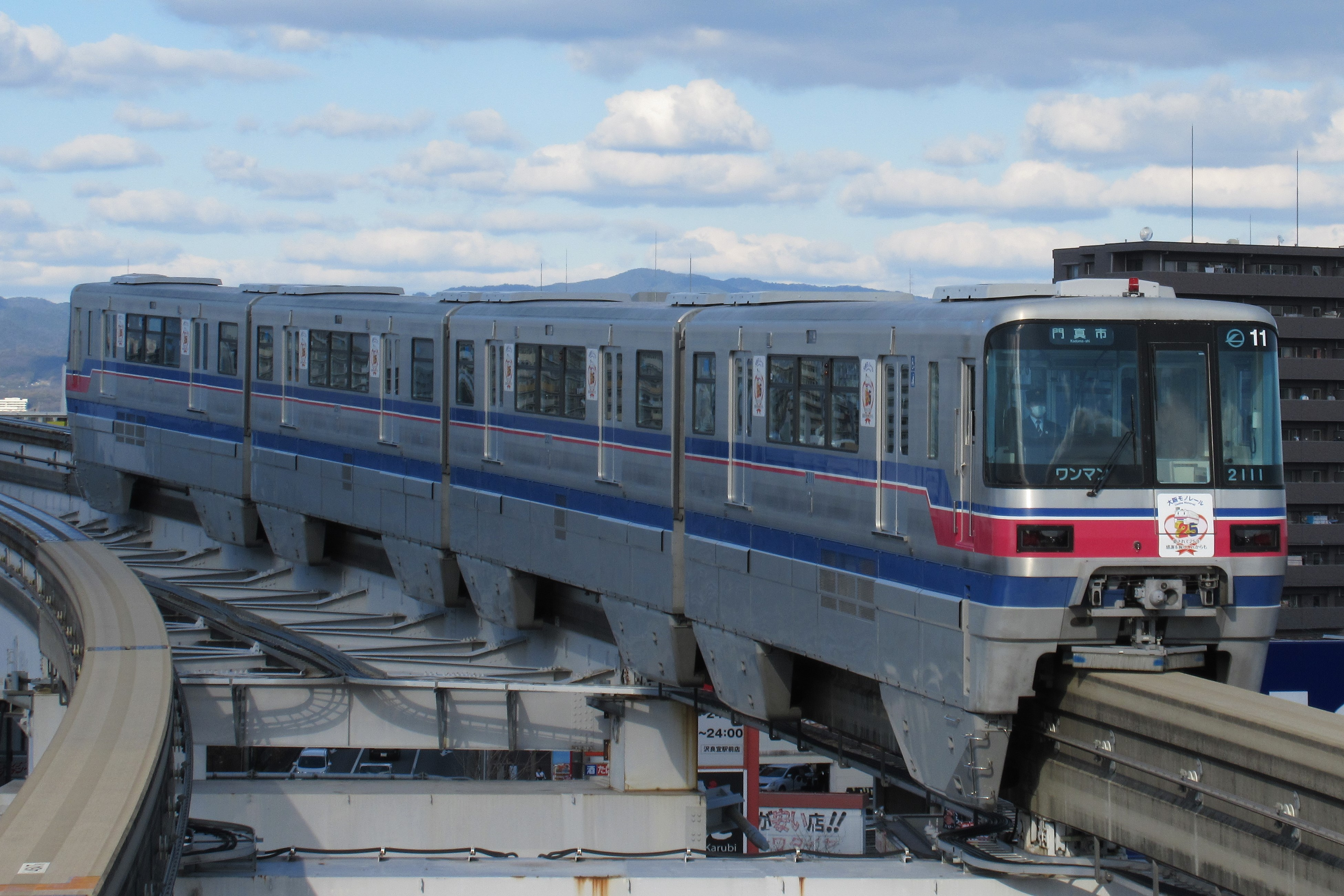
2000 sorozat
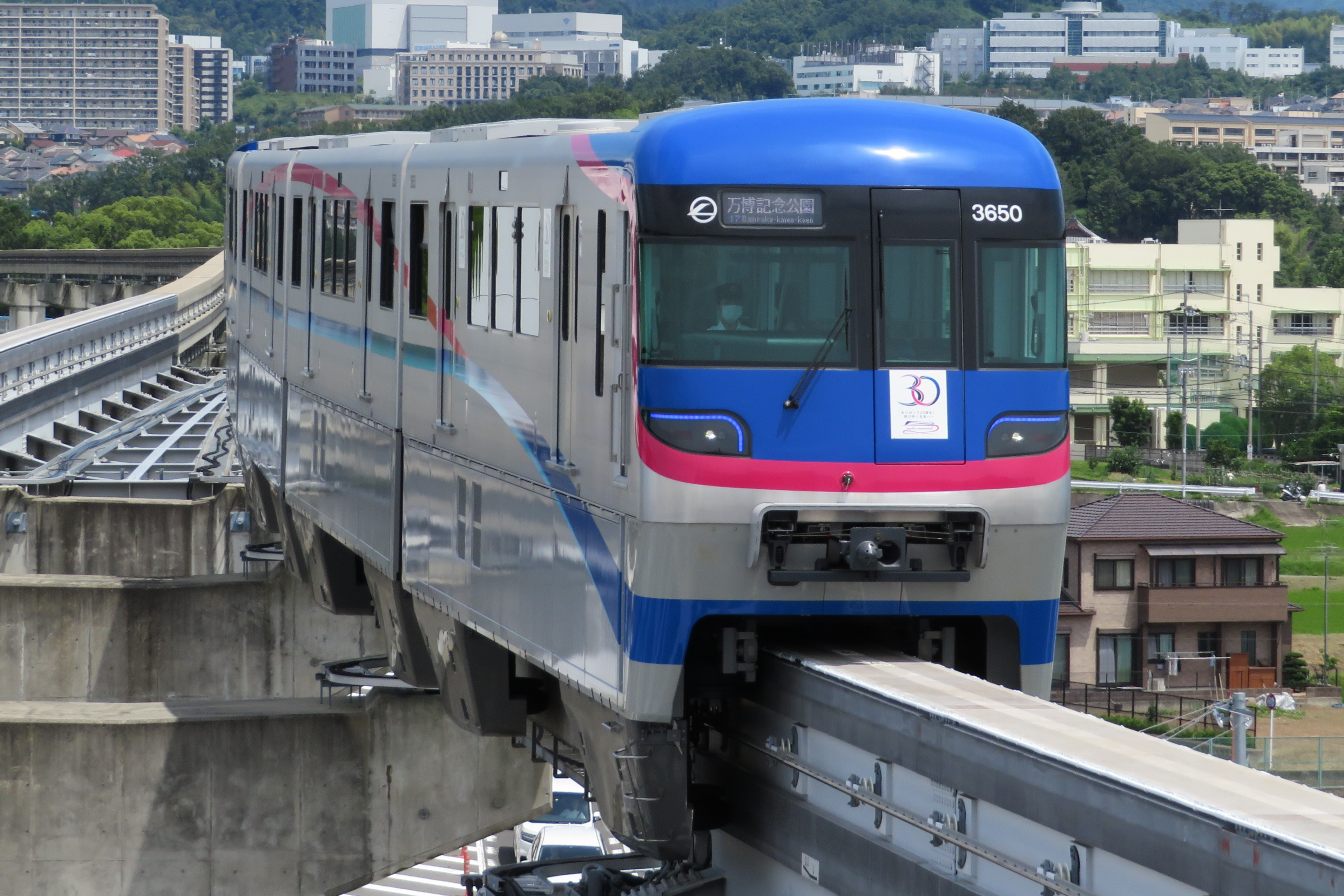
3000 sorozat

- 1000 sorozat
- 2000 sorozat
- 3000 sorozat